# Tage Nilsson (geolog)
Tage A. Nilsson, född 12 februari 1905 i Fleninge, Malmöhus län, död 1986, var en svensk geolog.
Nilsson blev filosofie doktor vid Lunds universitet 1935 på avhandlingen Die pollenanalytische Zonengliederung der spät- und postglazialen Bildungen Schonens. År 1940 blev han lektor vid folkskoleseminariet i Falun, 1949 laborator i kvartärgeologi och agrogeologi vid Lunds universitet samt var professor i kvartärgeologi där 1969-71.
Nilsson författade skrifter inom kvartärgeologi, prekvartär spor- och pollenanalys samt vertebratpaleontologi. Han blev ledamot av Fysiografiska sällskapet i Lund 1953.
Gift 1935 med Anna-Lisa Dahlstrand, f 1909.